# 乔治·巴顿对第三集团军的演讲

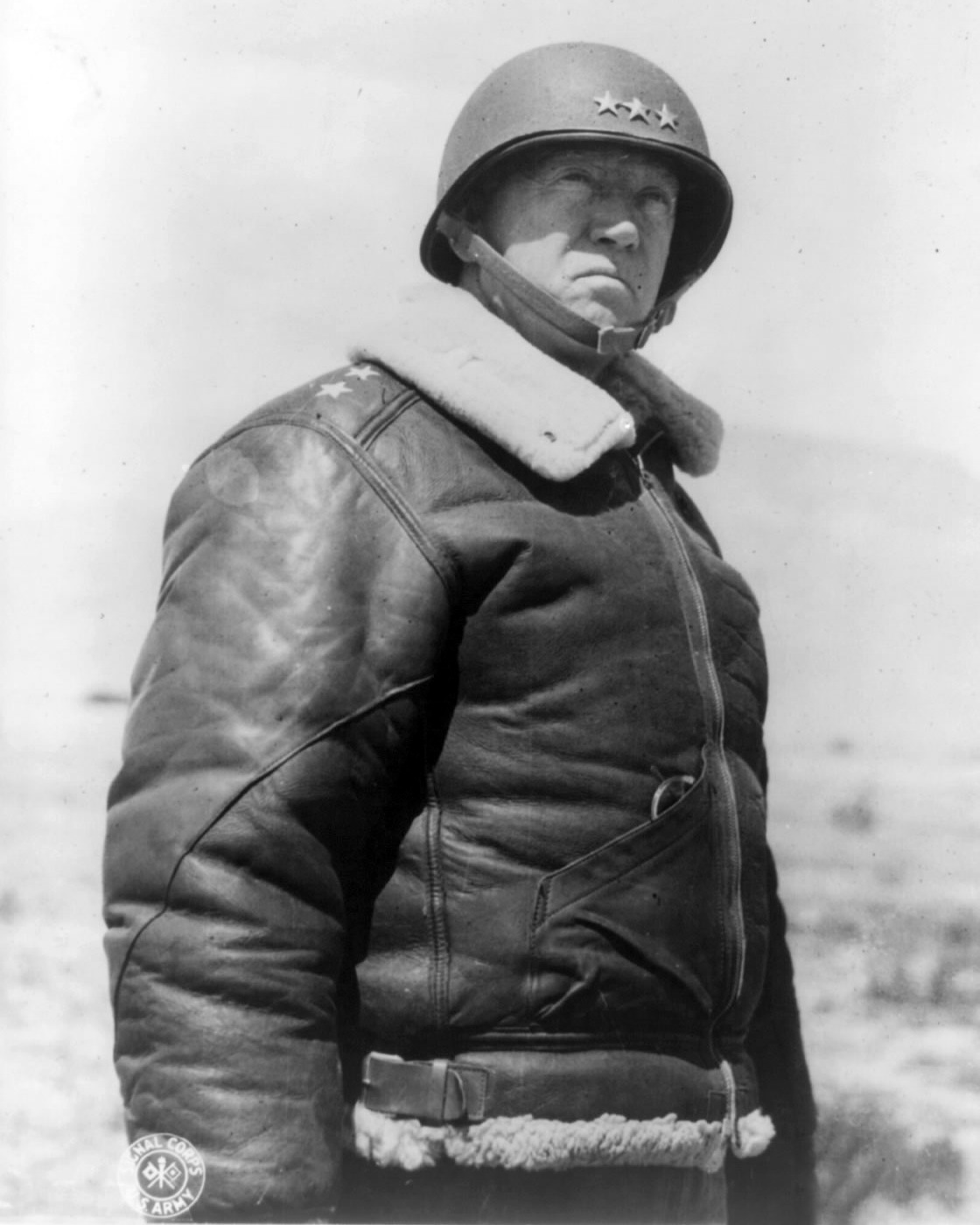
美国陆军中将乔治·S·巴顿

巴顿对第三集团军的演讲（英語：Patton's Speech to the Third Army），简称“巴顿的演讲”（Patton's Speech）或者“那场演讲”（The Speech），是1944年由美国陆军乔治·巴顿中将在诺曼底登陆前对其统领的美國第三軍團将士所作出的一次演讲。巴顿当时已经建立了一个高效率而有魅力的领导人形象，这场演讲的目的是鼓励缺乏经验的第三集团军为可能到来的战斗做好充分准备。在演讲中，巴顿要求他的士兵丢掉个人的恐惧尽到自己的责任，要求他们努力前进，不断进攻。巴顿在演讲中经常掺杂有脏话，这被另外一些军官视为不专业的表现，但这场演讲却在士兵中引起强烈回响。一些历史学家称赞这不但是巴顿最出色的演讲，更是有史以来最伟大的激励演讲。
在1970年上映的美国电影《巴顿将军》片头，男演员乔治·C·斯科特扮演巴顿站在一面巨大的美国国旗前面进行演讲，该演讲是巴顿对第三集团军演讲的缩写版本，并且去除了其中的许多脏话。这一段表演成功地将巴顿融入美国的流行文化中，并将其转变成一位民族英雄，斯科特也因此获得了第43届奥斯卡最佳男主角奖。

## 背景
1944年1月，乔治·巴顿中将被任命为美国陆军第三集团军的指挥官，这是一支刚刚到达英国的野战军，其中大部分士兵没有实战经验。巴顿的任务是训练这支部队令其对即将到来的大君主作战做好准备，届时第三集团军将与其他盟军部队一起发动诺曼底战役，对纳粹德国发起总攻:407:124。

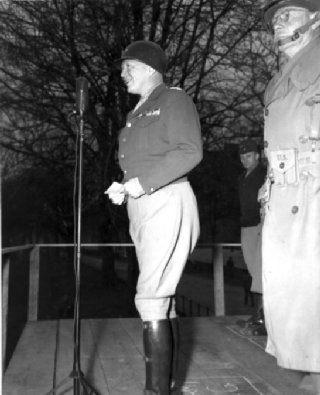
1944年4月1日，巴顿在北爱尔兰对美国陆军的一个师发表演讲

到1944年时，巴顿已经建立了一个高效率而有魅力的领导人形象，并以善于通过充满魅力的演讲来激励手下将士而闻名，因为他一直不擅阅读，所以这些演讲都是通过记忆来表述的:67-68。巴顿刻意给自己培养出一个华丽而独特的形象，他相信这能够激励自己的手下。他佩带花俏的象牙手柄史密斯威森M27.357麦格农左轮手枪:9:xvi，头戴擦得发亮的头盔，脚穿骑兵高筒靴，身上要么是华丽的礼服，要么是骑行裤:77-78:478。他的吉普车前后会有超大的职级标牌，还配有高音喇叭宣布他的远道而来:77-79。巴顿是一位高效率的实战指挥官，他曾带领美军将士在北非战场通过入侵卡萨布兰卡进入地中海战场，并在这裡快速振奋了美国第二军受挫的士气，之后又于1943年带领美国第七军團参加西西里岛战役，并抢在英国将军伯纳德·蒙哥马利之前攻下墨西拿:110-111。他经常在战斗中身先士卒，希望可以激励大家的斗志:201-202。不过这以后他也由于打了手下两名士兵的耳光而引来很大的争议，导致他之后近一年都没有指挥战斗:331:117。
演讲前，巴顿一直试图对媒体保持低调，德怀特·艾森豪威尔上将也命令他如此。巴顿在1944年初的坚忍行动中被塑造成一个核心人物，但这个行动的根本目的就是为了迷惑德军，让德国的指挥官以为他身在多佛尔准备领导一支大军从加来海峡省攻入德国:409:127。在每一个场合，巴顿都会头戴发亮的头盔，身穿全套制服，脚踏抛光的马靴，手持一根马鞭来营造效果。巴顿经常保持自己脸上皱着眉头，称这是他“打仗的表情”:260。巴顿会乘一辆奔驰抵达现场进行演讲，非常多的观众坐在讲台周围以及环绕的小山丘上。巴顿每一次会对一整个师，约15000或更多的军人进行演讲:601。

## 演讲
巴顿是从1944年2月开始对他身在英国的将士们进行演讲的。究竟哪一次演讲开始为人所知这点仍然没有定论，有些来源认为是3月，有些认为是5月初:456:21，还有些认为是5月底:260。他所做演讲的次数也不明了，有来源认为是4至6次:260，更多的来源则认为第三集团军的每个师都有一次:21。这其中最具知名度的一次演讲发生在1944年6月5日:477。巴顿领导的并不是首批参加诺曼底登陆的部队，所以当时他也不知道第二天登陆战就会打响:260。巴顿用这样的演讲来激励手下，防止他们失去勇气:130-131。他演讲时没有任何手稿，完全是即兴发挥，所以每一次的内容只能做到大致相同，部分段落的顺序会发生变化:261。1944年5月31日巴顿对美国第六装甲师进行的演讲就有一个显著的区别，他的开场白之后也成为他最知名的一句话:487。
没有哪个混蛋會因为他的战死而為国家来赢得一场战争。赢得战争是因為让另一個可憐笨拙的混蛋为他的国家战死。:487
多位听到巴顿这一言论的士兵之后都将之记录下来，所以会有多个版本存在，部分措辞上略有差异:261。历史学家特裡·布莱顿（Terry Brighton）通过从多位军人回忆录中所记录的这场演讲构建了一个完整的文稿，这些军人包括吉尔伯特·R·库克（Gilbert R. Cook）、霍巴特·盖伊（Hobart R. Gay）及其他多位士兵:261。巴顿只在自己日记中简略提及了他的演讲，“在我所有的讲话中，我（都）强调了战争和杀戮”:130-131。这一演讲之后变得如此知名，甚至干脆被简称为“巴顿的演讲”或是在提到这位将军时称“那场演讲”:130-131:260。

坐下。

弟兄们，最近有些小道消息，说我们美国人对这次战争想置身事外，缺乏斗志。那全是一堆臭狗屎！美国人从来就喜欢打仗。真正的美国人喜欢战场上的刀光剑影。当今天在座的各位还都是孩子的时候，大家就崇拜弹球冠军、短跑健将、拳击好手和职业球员。美国人热爱胜利者。美国人对失败者从不宽恕。美国人蔑视懦夫。美国人既然参赛，就要赢。我对那种输了还笑的人嗤之以鼻。正因如此，美国人迄今尚未打输过一场战争，将来也不会输。一个真正的美国人，连失败的念头，都会恨之入骨。战斗是不甘居人下的男子汉最能表现自己胆量的竞争。战斗会逼出伟大，剔除渺小。

你们不会全部牺牲。每次主要战斗下来，你们当中只可能牺牲2%。不要怕死。每个人终究都会死。没错，第一次上战场，每个人都会胆怯。如果有人说他不害怕，那是撒谎。有的人胆小，但这并不妨碍他们象勇士一样战斗，因为如果其他同样胆怯的战友在那奋勇作战，而他们袖手旁观的话，他们将无地自容。真正的英雄，是即使胆怯，照样勇敢作战的男子汉。有的战士在火线上不到一分钟，便会克服恐惧。有的要一小时。还有的，大概要几天工夫。但是，真正的男子汉，不会让对死亡的恐惧战胜荣誉感、责任感和雄风。美国人以能成为雄中之雄而自豪，而且他们也正是雄中之雄。

大家要记住，敌人和你们一样害怕，很可能更害怕。他们不是刀枪不入。在大家的军旅生涯中，你们称演习训练为“鸡屎”，经常怨声载道。这些训练演习，如军中其它条条框框一样，自有它们的目的。训练演习的目的，就是培养大家的警惕性。警惕性必须渗透到每个战士的血管中去。对放松警惕的人，我决不手软。你们大家都是枪林弹雨里冲杀出来的，不然你们今天也不会在这儿。你们对将要到来的厮杀，都会有所准备。谁要是想活着回来，就必须每时每刻保持警惕。只要你有哪怕是一点点的疏忽，就会有个狗娘养的德国婊子悄悄溜到你的背后，用一坨屎置你于死地！在西西里的某个地方，有一块墓碑码得整整齐齐的墓地，里面埋了四百具阵亡将士的尸体。那四百条汉子升天，只因一名哨兵打了个盹。令人欣慰地是，他们都是德国军人。我们先于那些狗杂种发现了他们的哨兵打盹。

一个战斗队是个集体。大家在那集体里一起吃饭，一起睡觉，一起战斗。所谓的个人英雄主义是一堆马粪。那些胆汁过剩、整日在星期六晚间邮报上拉马粪的家伙，对真正战斗的了解，并不比他们搞女人的知识多。我们有世界上最好的给养、最好的武器设备、最旺盛的斗志和最棒的战士。说实在地，我真可怜那些将和我们作战的狗杂种们。

不是所有的英雄都象传奇故事里描述的那样。军中每个战士都扮演一个重要角色。千万不要吊儿郎当，以为自己的任务无足轻重。每个人都有自己的任务，而且必须做好。每个人都是一条长链上的必不可少的环节。大家可以设想一下，如果每个卡车司机都突然决定，不愿再忍受头顶呼啸的炮弹的威胁，胆怯起来，跳下车去，一头栽到路旁的水沟中躲起来，那会产生什么样的后果。这个懦弱的狗杂种可以给自己找借口：“管他娘的，没我地球照样转，我不过是千万分之一。”但如果每个人都这样想呢？到那时，我们怎么办？我们的国家、亲人甚至整个世界会是怎么一个样子？不，他奶奶的，美国人不那样想。每个人都应完成他的任务。每个人都应对集体负责。每个部门，每个战斗队，对整个战争的宏伟篇章，都是重要的。弹药武器人员让我们枪有所发，炮有所射。没有后勤人员给我们送衣送饭，我们就会饥寒交迫，因为在我们要去作战的地方，已经无可偷抢。指挥部的所有人员，都各有所用，即使是个只管烧水帮我们洗去征尘的勤务兵。

每个战士不能只想着自己，也要想着身边一起出生入死的战友。我们军队容不得胆小鬼。所有的胆小鬼都应象耗子一样被斩尽杀绝。否则，战后他们就会溜回家去，生出更多的胆小鬼来。老子英雄儿好汉，老子懦夫儿软蛋。干掉所有狗日的胆小鬼，我们的国家将是勇士的天下。

我所见过的最勇敢的好汉，是在突尼斯一次激烈的战斗中，爬到电话竿上的一个通讯兵。我正好路过，便停下问他，在这样危险的时候爬到那么高的地方瞎折腾什么？他答道：“在修理线路，将军。”我问：“这个时候不是太危险了吗？”他答道：“是危险，将军，但线路不修不行啊。”我问：“敌机低空扫射，不打扰你吗？”他答：“敌机不怎么打扰，将军，你倒是打扰得一塌糊涂。”弟兄们，那才是真正的男子汉，真正的战士。他全心全意地履行自己的职责，不管那职责当时看起来多么地不起眼，不管情况有多危险。

还有那些通往加贝斯的路上的卡车司机们，他们真了不起。他们没日没夜，行驶在那狗娘养的破路上，从不停歇，从不偏向，把四处开花的炮弹当成伴奏。我们能顺利前进，全靠这些天不怕地不怕的美国硬汉。这些司机中，有人连续开车已经超过40小时。他们不属战斗部队，但他们同样是军人，有重要的任务要完成。任务他们是完成了，而且完成得真他娘的棒！他们是大集体的一部分。如果没有大家的共同努力，没有他们，那场战斗可能就输掉了。只因所有环节都各司其职，各尽其责，整个链条才坚不可破。

是的，我们是想早日回家。我们想让这场战争早日结束。最快的办法，就是干掉燃起这场战争的狗杂种们。早一日把他们消灭干净，我们就可以早一日凯旋。回家的捷径，要通过柏林和东京。到了柏林，我要亲手干掉那个纸老虎、狗杂种希特勒，就象干掉一条蛇！

谁要想在炮弹坑里蹲上一天，就让他见鬼去吧！德国鬼子迟早会找到他的头上。我的手下不挖猫耳洞，我也不希望他们挖。猫耳洞只会使进攻放缓。我们要持续进攻，不给敌人挖猫耳洞的时间。我们迟早会胜利，但我们只有不停战斗，比敌人勇敢，胜利才会到来。我们不仅要击毙那些狗杂种们，而且要把他们的五脏六腑掏出来润滑我们的坦克履带。我们要让那些狗日的德国鬼子尸积成山，血流成河。

战争是个血腥的行业、一个杀戮的行当。纳粹就是敌人，杀死他们，让他们流血，不然他们就会让你流血。朝他们的内脏开枪、撕开他们的肚皮。当炮弹在你周围爆炸，或是你想擦掉脸上的泥土但又发现那不是泥土，是你最好朋友的内脏和鲜血时，你就知道该怎么做了。
你们有些人在想，自己上了前线会不会害怕。不用担心。我可以向你保证你们都会尽自己的职责。战争本来就是血腥野蛮残酷的。你不让敌人流血，他们就会让你流。挑开他们的肚子，给他们的胸膛上来上一枪。如果一颗炮弹在你身旁爆炸，炸了你一脸灰土，你一抹，发现那竟是你最好伙伴的模糊血肉时，你就知道该怎么办了！

我不想听到报告说，“我们在坚守阵地。”我们不坚守任何见鬼的阵地。让德国鬼子坚守去吧。我们要一刻不停地进攻，除了敌人的卵子，我们对其它任何目标都不感兴趣。我们要扭住敌人的卵子不放，打得他们魂魄离窍。我们的基本作战计划，是前进前进再前进，不管要从敌人身上身下爬过去，还是要从他们身体中钻过去。我们要象挤出鹅肠或小号的屎那样执著，那样无孔不入！

有时免不了有人会抱怨，说我们对战士要求太严，太不近情理。让那些抱怨见鬼去吧！我坚信一条金玉良言，就是“一杯汗水，会挽救一桶鲜血。”我们进攻得越坚决，就会消灭越多的德国鬼子。我们消灭的德国鬼子越多，我们自己人死得就会越少。进攻意味着更少的伤亡。我希望大家牢牢记住这一点。我的人不投降。我不想听到我手下任何一个军人被俘虏，除非他受了伤。即使你受了伤，你还是能够战斗。这也不是说什么胡话。我想要像利比亚那位中尉那样的男子汉，有支鲁格对着他的胸口，他用手扫开那支枪，猛地用另一支手取下头盔把那个德国佬打得晕头转向。然后捡起枪打死了另一个德国人。而在这一切发生前，已经有一颗子弹打穿了他的肺。这就是你们的真汉子！

别忘了，你们完全不知道我来过这裡。一个字都不能泄露出去。全世界都不应该知道你们跟着我在干嘛。我没有在指挥这支军队。我甚至不应该出现在英格兰。让那些天杀的德国佬们第一个发现吧。总有一天，我要让他们吓得屁滚尿流地爬起来号叫，“噢！又是那天杀的第三集团军和那个狗娘养的巴顿！”

凯旋回家后，今天在座的弟兄们都会获得一种值得夸耀的资格。二十年后，你会庆幸自己参加了此次世界大战。到那时，当你在壁炉边，孙子坐在你的膝盖上，问你：“爷爷，你在那场伟大的第二次世界大战时干什么呢？”你不用尴尬地干咳一声，把孙子移到另一个膝盖上，吞吞吐吐地说：“啊……爷爷我当时在路易斯安那铲粪。”与此相反，弟兄们，你可以直盯着他的眼睛，理直气壮地说：“孙子，爷爷我当年在第三集团军和那个狗娘养的乔治·巴顿并肩作战！”

好了，你们这些兔崽子们。你们知道我的想法。我会为能够在任何时间、任何地点领导你们这些了不起的家伙感到骄傲。就这些。:262-265

## 影响
这场演讲获得了巴顿属下将士很好的反应。将军良好的声誉使他的出现令手下非常激动，他们会在他说话时保持绝对安静并一心一意地倾听:601。大部分人表示他们喜欢巴顿的演说风格，一位军官回忆起演讲结束时的情景说：“男人们本能地感觉到这个事实，并且告诉自己他们将在世界历史上扮演重要角色，就像他们正被告知的那样。将军富感染力话语的背后是严肃和真诚的，而这些人都清楚这一点，但他们仍然喜欢他表达的方式，仿佛只有自己才能改变历史一样”:604。巴顿给予演讲一种幽默的口吻，他也有意通过这样的方式让他的手下笑起来。一些人之后注意到将士们看起来觉得这场演讲非常风趣:601。特别是巴顿使用的那些脏话和下流笑话深受士兵的好评:603，因为这正是地道的“军营语言”:260。
巴顿手下有少数军官对他们的指挥官使用这些脏话不以为然或是有些不满，将之视为一位军官不专业的表现:130-131:249。其中一些军官之后在复述这些演讲时用“胡扯”代替“狗屎”，用“淫乱”代替“幹女人”。至少有一人用“我们要抓住他的鼻子”来代替“我们要抓住他的卵蛋”:261。其中一位批评巴顿经常使用粗俗语句的是奥马尔·布拉德利将军，他曾是巴顿的下属:578。两人在个性上是众所周知的对立两极，并且也有相当多的证据表明布拉德利无论是在个人还是专业方面都不喜欢巴顿:466-467。作为对自己粗言秽语所作批评的回应，巴顿写信给自己的家人：“当我想让自己的手下记住，真正记牢一些重要的事情时，我会给他们两倍的脏话。可能对一群下午茶聚会上的老娘儿们来说不怎么动听，但却能让我的士兵记住了。你没法完全不讲脏话来带领一支军队，而且还必须能够出口成髒、口若悬河。一支没有脏话的军队打不了仗，连一个被尿泡过的纸袋也冲不破。”:261
在巴顿的带领下，第三集团军于1944年7月登陆诺曼底，并在欧洲战事的最后几个月中起到了不可或缺的作用，于8月中旬完成法莱兹包围战:139-140，并在突出部之役期间成功解救被围困在巴斯托涅的美军，这一壮举被视为战争中最显著的成就之一。巴顿在演讲中号召的快速进攻行动和速度为第三集团军在战役期间获得了广泛赞誉:152-153。
历史学家称赞这场演讲是巴顿最好的作品之一。作家特裡·布莱顿称其是“那场战争中，而且或许是有史以来最伟大的激励演讲，（至少在士气提升的效果上如果不是在文学上）超越了莎士比亚在《亨利五世》中为阿金库尔战役所写下的诗篇”:260。艾伦·阿克塞尔罗德（Alan Axelrod）认为这是巴顿许多令人难忘的讲话中最有名的一段:130-131。
1970年的美国电影《巴顿将军》让这段演讲成为一種流行文化，该片以这位将军在战争期间的功勋为主要内容。在电影的片头，男演员乔治·C·斯科特扮演巴顿，站在一面巨大的美国国旗前发表了一段演讲，该演讲正是巴顿对第三集团军演讲的一个低调缩减版本:602。演讲以巴顿的“没有哪个王八蛋可以通过为他的祖国战死来赢得一场战争”开始，斯科特演绎的这段讲话省略了许多巴顿有关西西裡和利比亚的轶事，同样也省略了他对每一个士兵都对战事至关重要的表述:603。与巴顿幽默的演讲风格相反，斯科特的演说完全是严肃、低沉和粗哑的:1-2。不过斯科特在这场戏中对巴顿的描绘仍然成为对这位将军的一个标志性的描写，他也因此而获得了奥斯卡最佳男主角奖，影片也让巴顿成为一位民族英雄并融入流行文化中:1-2。